# Philodryas cordata
Espèce
Statut de conservation UICN

 LC  : Préoccupation mineure
Philodryas cordata  est une espèce de serpents de la famille des Dipsadidae.

## Répartition
Cette espèce est endémique du Venezuela.

## Description
L'holotype de Philodryas cordata, un mâle adulte, mesure 740 mm dont 223 mm pour la queue. Cette espèce a le dos et la tête brune fauve avec des écailles bordées de noir et une face ventrale blanche argentée.

## Étymologie
Son nom d'espèce, du latin cor, « cœur », et de -atus, « qui fait penser à », ce qui peut se traduire par « en forme de cœur » lui a été donné en référence à la forme de ses hémipénis, retournés vers l'extérieur.

## Publication originale
- Donnelly & Myers, 1991 : Herpetological results of the 1990 Venezuelan Expedition to the summit of Cerro Guaiquinima, with new tepui reptiles. American Museum Novitates, no 3017, p. 1-54 (texte intégral).